# Линдтроп, Норберт Теодорович
Норберт Теодорович Линдтроп (Lindtrop Norbert) (2 апреля 1889 — 16 марта 1969) — геолог-нефтяник, профессор, доктор геолого-минералогических наук. Разработчик «синклинальной теории» и методов анализа пластовых вод, метода измерения уровня жидкости в скважине упругими волнами, прибора, определяющего уровень жидкости, а также газовый фактор.

## Биография

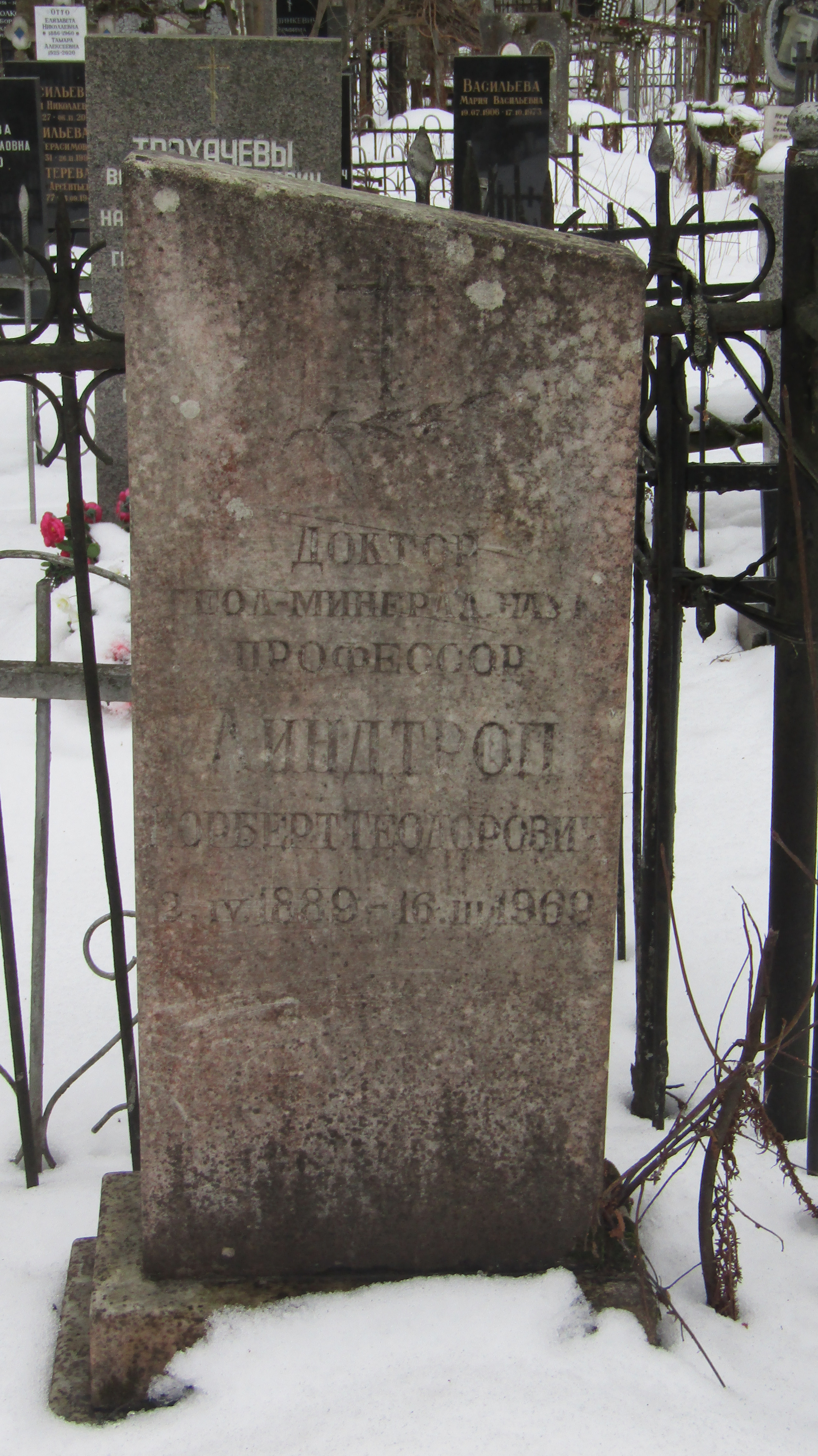
Могила Линдтропа Н. Т. Серафимовское кладбище, Санкт-Петербург.

По национальности эстонец. Родился в Ревеле (современный Таллинн) 2 апреля 1889 года. Отец — Теодор Линдтроп; Мать — Элиза Карловна Штольценвальд (в девичестве), дед Карл Штольценвальд, Брат — Гарри Теодорович Линдтроп (сын брата — Линдтроп Норберт Гарриевич), жена — Раиса Трефильевна Щульц.
С 1909 по 1912 год обучался в Германии в Клаустальской горной академии.
Пройдя практику в Биби-Эйбате, устроился на первое место работы — завод Отто Ленца. В 1915 г. в качестве управляющего разведкой Грозно-Алдынского общества Н. Т. Линдтроп исследовал Новогрозненское месторождение, а вернувшись в Баку, по заданию промышленника А. Гулиева — новые районы Бинагады и Пута. После окончания полевого сезона наниматель, «считая геолога для себя роскошью», уволил его. Следующие два года Н. Т. Линдтроп работал в фирмах по подрядному бурению в Сураханах, где освоил бурение ударно-штанговым способом с промывкой забоя («метод А. Раки») и вращательное. С 1917 г. работал в "Русском товариществе «Нефть» в Грозненском нефтяном районе.
С 1920 г. — в тресте «Грознефть», промысловый геолог Новогрозненского промыслового управления. С июля 1925 по апрель 1926 г. был в командировке в США. После возвращения — заместитель заведующего, с января 1927 г. — заведующий геологическим бюро «Грознефти».
В 1929 году репрессирован, сослан в Казахстан, откуда вернулся в 1940 году. В ссылке работал главным геологом трестов «Средазнефть» и «Калининнефть». Реабилитирован специальным постановлением в 1955 г..
В 1937 году присутствовал на Международном геологическом конгрессе.
С 1945 года руководил отделом промысловой геологии, сектором гидрогеологии, отделом зарубежной геологии и научной информации в ВНИГРИ и преподавал в Ленинградском горном институте.
1959—1965 годах — председатель комиссии при Министерстве геологии и охраны недр СССР по составлению сводного баланса прогнозных запасов нефти и газа СССР.

## Научные статьи
- Линдтроп Н. Т., Стржельский Г. А. Нефтяные месторождения вблизи Грозного // Нефтяное дело. 1914. — № 16. — С.12-20.
- Линдтроп Н. Т. Разработка Грозненских залежей нефти // Грозненское нефтяное хозяйство. 1923. — № 5-8 (14-17). — С.53.
- Линдтроп Н. Т. Происхождение источников Черноречья // Грозненское нефтяное хозяйство. 1924. -№ 1-3 (21-23). — С.32-39.
- Линдтроп Н. Т. Режим нефтяных фонтанов Грозненского района // Нефт. и сланц. хоз, № 4, 1925.
- Линдтроп Н. Т. Обводненность скважин Ново-Грозненского района. Нефтяное и Сланцевое Хозяйство. 1925, т. 9, № 7, с. 42-103.
- Линдтроп Н. Т. Характеристика фонтанов Грозненского района // Нефтяное хозяйство, № 9 и 10, 1928.
- Линдтроп Н. Т., Николаев В. М. Содержание нефти и воды в нефтяных песках //Нефтяное хозяйство. −1929. -№ 9.-С. 15-19.
- Линдтроп Н. Т. Предпосылки для поисков нефти и газа на больших глубинах. Обзор ВИЭМС «Геология, методы поисков и разведки месторождений нефти и газа». М., 1969г, № 3, с. 173.